# 三角帳塔
在幾何學中，三角帳塔是一種以三角形為底面的帳塔，另一個底面為六邊形。所有三角帳塔都是一種八面體，具有8個面、15個邊和9個頂點。當一個三角帳塔的底面為正多邊形時，則稱為正三角帳塔。

## 正三角帳塔
考慮一個正三角帳塔，當其每個面皆為正多邊形時，則是一種詹森多面體。又稱三邊平頂塔，為92種Johnson多面體中的其中一個，可由半正多面體中的截半立方體對切得來。最早由諾曼·詹森命名並給予描述。

## 相關多面體
| 2          | 3          | 4          | 5          | 6                 |
| ---------- | ---------- | ---------- | ---------- | ----------------- |
| 正二角帳塔 | 正三角帳塔 | 正四角帳塔 | 正五角帳塔 | 正六角帳塔 (平的) |

## 外部連結
- 埃里克·韦斯坦因. . MathWorld.